# Bartolommeo Gamba
Bartolommeo Gamba, född 15 maj 1766 i Bassano del Grappa, död 3 maj 1841 i Venedig, var en italiensk bibliotekarie.
Gamba var vice bibliotekarie vid San Marcobiblioteket i Venedig. Han författade flera utmärkta bibliografiska och biografiska verk, bland annat det betydande Serie dell' edizioni de' testi di lingua usati a stampa nel vocabulario della Crusca (1805; fjärde upplagan 1839).